# Вјатка
Вјатка (рус. Вя́тка; татарскиНократ, Noqrat; маријски Виче) је река у Кировској области и републици Татарстану у Русији. Десна је притока реке Каме. Дуга је 1.314 km, са површином слива од 129.000 km².
Вјатка извире у северном делу аутономна република Удмуртије. Улива се у реку Каму код градића Соколке, неких 20 km пре него се Кама шири у Кујбишевско језеро.
Заледи се почетком новембра и остаје под ледом све до половине априла.
Главне притоке су јој:Кобра, Летка, Великаја, Молома, Пижма, Чепца, Бистрица, Ваја и Килмез.
Богата је рибом:деверика, црвенперка, лињак, сом, штука, гргеч и смуђ
Пловна је од свог ушћа узводно све до града Кирова, неких 700 km. У пролеће до сидришта града Кирса (преко 1.000 km).
Главне луке на Вјатки су: Киров, Котељнич, Совјетск.